# Borgo Chiese
Borgo Chiese è un comune italiano sparso di 1 922 abitanti della provincia autonoma di Trento in Trentino-Alto Adige.
Il comune è stato istituito il 1º gennaio 2016 dalla fusione dei preesistenti comuni di Brione, Cimego e Condino, di cui quest'ultimo è sede municipale.

## Storia

### Simboli
Lo stemma e il gonfalone sono stati concessi con deliberazione della Giunta provinciale di Trento n. 1464 del 10 agosto 2018.
Stemma
Gonfalone

## Monumenti e luoghi d'interesse

### Architetture religiose
- Chiesa di San Lorenzo
- Chiesa dei Santi Sebastiano e Rocco
- Chiesa di Santa Maria Assunta, a Condino.
- Chiesa di San Gregorio Taumaturgo, a Condino.
- Chiesa di San Martino, a Cimego.
- Chiesa di San Bartolomeo, a Brione
- Chiesa di Sant'Antonio Abate, a Quartinago

## Società

### Evoluzione demografica
Abitanti censiti

## Amministrazione
| Periodo           | Periodo           | Primo cittadino    | Partito      | Carica                    | Note  |
| ----------------- | ----------------- | ------------------ | ------------ | ------------------------- | ----- |
| 1º gennaio 2016   | 8 maggio 2016     | Severino Papaleoni | /            | Commissario Straordinario | [ 7 ] |
| 9 maggio 2016     | 20 settembre 2020 | Claudio Pucci      | Lista civica | Sindaco                   | [ 8 ] |
| 21 settembre 2020 | 23 febbraio 2023  | Giorgio Butterini  | Lista civica | Sindaco                   |       |
| 25 febbraio 2024  | in carica         | Renato Sartori     | Lista civica | Sindaco                   | [ 9 ] |